# 108-я танковая бригада
108-я танковая Бобруйская ордена Ленина, Краснознамённая ордена Суворова бригада — воинское подразделение Вооружённых сил СССР в Великой Отечественной войне.

## История бригады
Формирование начато 02.12.1941 года путём переформирования 108-й танковой дивизии во Владимире, при этом в список частей и соединений, принимавших участие в ВОВ, попадает только по состоянию на 01.03.1942 года (вероятно, следует предполагать, что формирование затянулось). Кроме того, следует предположить, что переформирование было начато ещё в конце ноября 1941 года.
В составе действующей армии с ?? по 10.03.1943, с 26.03.1943 по 30.11.1943, с 10.06.1944 по 04.09.1944 и с 30.10.1944 по 09.05.1945 года.
С марта обороняла рубеж юго-западнее Юхнова, на 20.04.1942 года обороняет деревню Фомино 1-е, на 22.04.1942 года наступает на Фомино 2-е.
С февраля 1943 года включена в состав 9-го танкового корпуса (тем самым она утратила статус отдельной) и воевала в составе корпуса до конца Великой Отечественной войны.

## Полное название
- 108-я танковая Бобруйская ордена Ленина, Краснознамённая ордена Суворова бригада (на окончание Великой Отечественной войны)

## Подчинение
- 6-я сапёрная армия — на 01.03.1942 года
- Западный фронт, 50-я армия — с апреля 1942 года.

## Состав
- 63-й танковый батальон
- 257-й танковый батальон
- 3-й танковый батальон (с января 1943 года)
- Мотострелковый батальон
- Истребительно-противотанковая батарея
- Зенитно-пулемётная рота
- Рота ПТР
- ОРУ
- Рота техобеспечения
- Медико-санитарный взвод

## Укомплектованность
- на 19.04.1942 года — ни одного исправного танка КВ-1, 8 танков КВ находятся в ремонте, 2 Т-34, 10 Т-34 в ремонте, 12 исправных Т-60[1].

## Командиры
- Иванов, Сергей Александрович (15.12.1941 — 05.04.1942), полковник
- Погодин, Дмитрий Дмитриевич (06.04.1942 — 29.04.1942), полковник
- Либерман, Роман Александрович (30.04.1942 — 02.08.1943), полковник
- Зленко, Михаил Кузьмич (03.08.1943 — 29.09.1943), подполковник
- Баранюк, Василий Никифорович (01.10.1943 — 09.05.1945) подполковник, с 20.11.1944 полковник

## Награды и наименования
| Награда, наименование     | Дата награждения                                               | За что получена |
| ------------------------- | -------------------------------------------------------------- | --- |
| «Бобруйская»              | Приказ ВГК 0181 от 5 июля 1944 года                            | |
| Орден Ленина              | Указ Президиума Верховного Совета СССР от 3 мая 1945 года      | За образцовое выполнение заданий командования в боях с немецкими захватчиками при овладение городом Альтдамм и проявленные при этом доблесть и мужество                                  |
| Орден Красного Знамени    | Указ Президиума Верховного Совета СССР от 27 июля 1944 года    | За образцовое выполнение заданий командования в боях с немецкими захватчиками, за овладение городом Барановичи и проявленные при этом доблесть и мужество                                |
| орден Суворова II степени | Указ Президиума Верховного Совета СССР от 19 февраля 1945 года | За образцовое выполнение заданий командования в боях с немецкими захватчиками, за овладение городами Лодзь, Кутно, Томашув, Гостынин, Ленчица и проявленные при этом доблесть и мужество |

## Отличившиеся воины бригады
| Награда | Ф. И.О.                          | Должность                                                    | Звание            | Дата награждения     | Примечания                                                       |
| ------- | -------------------------------- | ------------------------------------------------------------ | ----------------- | -------------------- | ---------------------------------------------------------------- |
|         | Александров Геннадий Петрович    | механик-водитель танка Т-34                                  | старшина          | 24 марта 1945        | Погиб 9 марта 1945 года, в одном из боёв по освобождению Польши. |
|         | Баранюк, Василий Никифорович     | командир бригады                                             | полковник         | 31 мая 1945          |                                                                  |
|         | Болотов, Павел Васильевич        | командир 1-й танковой роты 3-го танкового батальона          | капитан           | 27 февраля 1945      |                                                                  |
|         | Бонин, Виктор Егорович           | командир танка Т-34                                          | младший лейтенант | 24 марта 1945        |                                                                  |
|         | Власов, Василий Евдокимович      | командир танка Т-34                                          | старшина          | 24 марта 1945        |                                                                  |
|         | Гавриков, Владимир Алексеевич    | командир танка Т-34-85, 257-го танкового батальона           | лейтенант         | 24 марта 1945 года   | умер от ран 22 апреля 1945 года                                  |
|         | Зуев, Алексей Алексеевич         | пулемётчик                                                   | красноармеец      | 24 марта 1945        |                                                                  |
|         | Костычев, Степан Фёдорович       | командир роты мотострелкового батальона                      | младший лейтенант | 15 января 1944       | погиб в бою 21 октября 1943 года                                 |
|         | Мазаницын Иван Сергеевич         | командир взвода 63-го танкового батальона                    | старший лейтенант | 24 марта 1945        | Погиб 14 января 1945 года юго-восточнее польского города Зволень |
|         | Малинка, Константин Арсентьевич  | механик-водитель танка Т-34 3-го танкового батальона         | старшина          | 24 марта 1945 года   |                                                                  |
|         | Махота, Иван Григорьевич         | командир роты средних танков Т-34 257-го танкового батальона | старший лейтенант | 15 января 1944 года  | погиб в бою 21 октября 1943 года                                 |
|         | Пичугин, Михаил Сергеевич        | старший радист-пулемётчик Т-34 3-го танкового батальона      | старший сержант   | 24 марта 1945 года   |                                                                  |
|         | Росляков, Алексей Александрович  | командир танка Т-34 63-го танкового батальона                | лейтенант         | 15 января 1944 года  |                                                                  |
|         | Ситников, Вениамин Иванович      | старший радист-пулемётчик Т-34 3-го танкового батальона      | старшина          | 24 марта 1945 года   |                                                                  |
|         | Стацюк, Николай Арсентьевич      | механик-водитель танка Т-34 3-го танкового батальона         | старшина          | 24 марта 1945 года   |                                                                  |
|         | Степаненко, Пётр Игнатьевич      | командир 257-го танкового батальона                          | майор             | 24 марта 1945 года   | погиб в бою 19 апреля 1945 года                                  |
|         | Филимоненков, Василий Васильевич | командир 3-го танкового батальона                            | гвардии майор     | 24 марта 1945 года   |                                                                  |
|         | Ярославцев, Сергей Иванович      | командир танка 257-го танкового батальона                    | младший лейтенант | 27 февраля 1945 года |                                                                  |

## Прочие факты
- В бригаде воевал Парфёнов, Анатолий Иванович, впоследствии Олимпийский чемпион по классической борьбе в тяжёлом весе в 1956 году в Мельбурне, чемпион СССР (1954, 1957); заслуженный тренер СССР (1975).